# Skarbimierzyce
Skarbimierzyce [skarbimjɛˈʐɨt͡sɛ] là một ngôi làng thuộc khu hành chính của Gmina Dobra, thuộc Hạt cảnh sát, West Pomeranian Voivodeship, ở phía tây bắc Ba Lan, gần biên giới Đức. Nó nằm khoảng 7 kilômét (4 mi) phía đông nam Dobra, 15 km (9 mi) phía tây nam của Cảnh sát, và 11 km (7 mi) về phía tây của thủ đô khu vực Szczecin.